# 뱅자맹 비올레

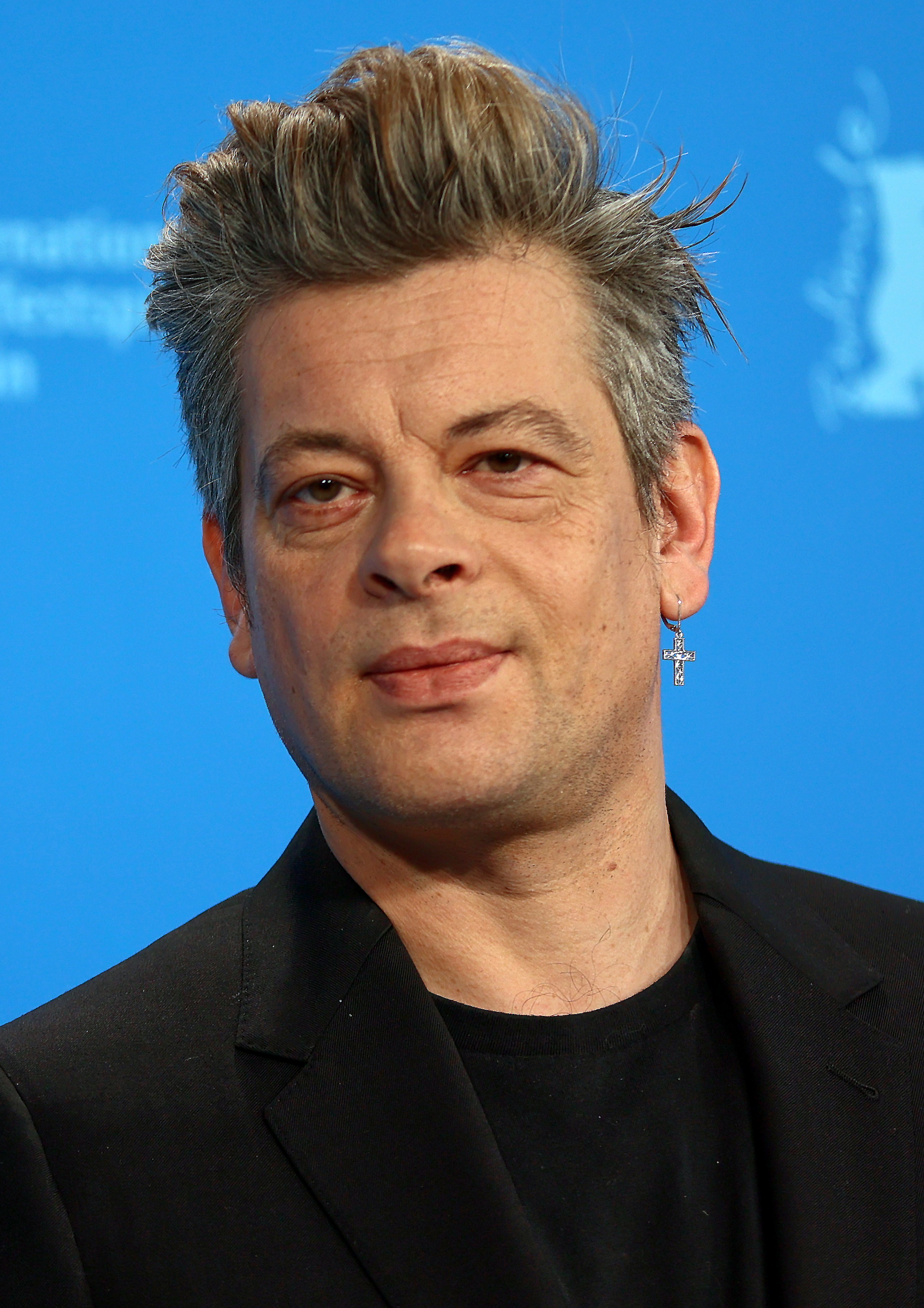

뱅자맹 비올레(프랑스어: Benjamin Biolay, 1973년 1월 20일 ~ )는 프랑스의 배우, 싱어송라이터이다.
빌프랑슈쉬르손에서 태어났다.

## 영화
- 프랑스 (2021년)
- 어피어런시즈 (2020년)
- 마법에 빠졌어요 (2019년) - 40살 리차드 역
- 넘버 원 (2017년)
- 독살천사 (2016년)
- 퍼스널 쇼퍼 (2016년) - 빅터 휴고 역
- 폴트레스 (2015년)
- 비키 (2015년)
- 홉풀리 (2015, Encore heureux)
- 레이디 인 더 카 (2015년) - 미셸 카라바일 역
- 개비 베이비 돌 (2014년)
- 이지 웨이 아웃 (2014년)
- 인 더 네임 오브 마이 도터 (2014년)
- 해피엔딩 네버엔딩 (2013년) - 막심 울프 역
- 베철러 데이즈 아 오버 (2011년)
- 더 팩 (2010년)
- 사랑의 여왕 (2009년)
- 스텔라 (2008년)
- 디다인 (2008년)